# البعثة الأنجلوسكسونية

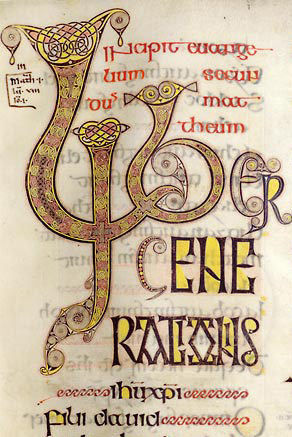

كان  للمبشرين الأنجلوسكسونيين دور أساسي في انتشار الديانة المسيحية في إمبراطورية الفرنجة خلال القرن 8، مستكملة عمل البعثة الهيبرو سكتلندية التي قد كانت نشرت المسيحية الكلتية في جميع أنحاء الإمبراطورية، وكذلك في اسكتلندا وإنجلترا الأنجلوسكسونية نفسها خلال القرن 6 (انظر المسيحية الأنجلوسكسونية).